# Bissektipelta
Bissektipelta (Bissektipelta archibaldi) – roślinożerny dinozaur z rodziny ankylozaurów (Ankylosauridae).
Żył w okresie późnej kredy (ok. 92-85 mln lat temu) na terenach Azji. Długość ciała ok. 7 m, wysokość ok. 2 m, masa ok. 2 t. Jego szczątki (czaszkę) znaleziono w Uzbekistanie.